# Campoletis imperfecta
Campoletis imperfecta är en stekelart som först beskrevs av Kokujev 1915.  Campoletis imperfecta ingår i släktet Campoletis och familjen brokparasitsteklar. Inga underarter finns listade.